# HD 168270
HD 168270，又名BD+18 3623，SAO 103581、HR 6852，是一颗恒星，视星等为5.99，位于銀經45.76，銀緯15.33，其B1900.0坐标为赤經18h 13m 43.9s，赤緯+18° 15.33′ 35″。